# Khirane
Khirane là một đô thị thuộc tỉnh Khenchela, Algérie. Dân số thời điểm năm 2002 là 5.35 người.